# Thịnh Lộc
Thịnh Lộc là một xã thuộc huyện Thạch Hà, tỉnh Hà Tĩnh, Việt Nam.

## Địa lý
Xã Thịnh Lộc có diện tích 14,39 km², dân số năm 1999 là 6.643 người, mật độ dân số đạt 462 người/km².

## Hành chính
Xã Thịnh Lộc được chia thành 6 thôn: Hòa Bình, Hồng Thịnh, Nam Sơn, Quang Trung, Yên Điềm, Yên Định.

## Lịch sử
Ngày 13 tháng 12 năm 2017, HĐND tỉnh Hà Tĩnh ban hành Nghị quyết số 67/NQ-HĐND về việc sáp nhập thôn Hồng Phong vào thôn Yên Điềm.